# کانال اوراسیا

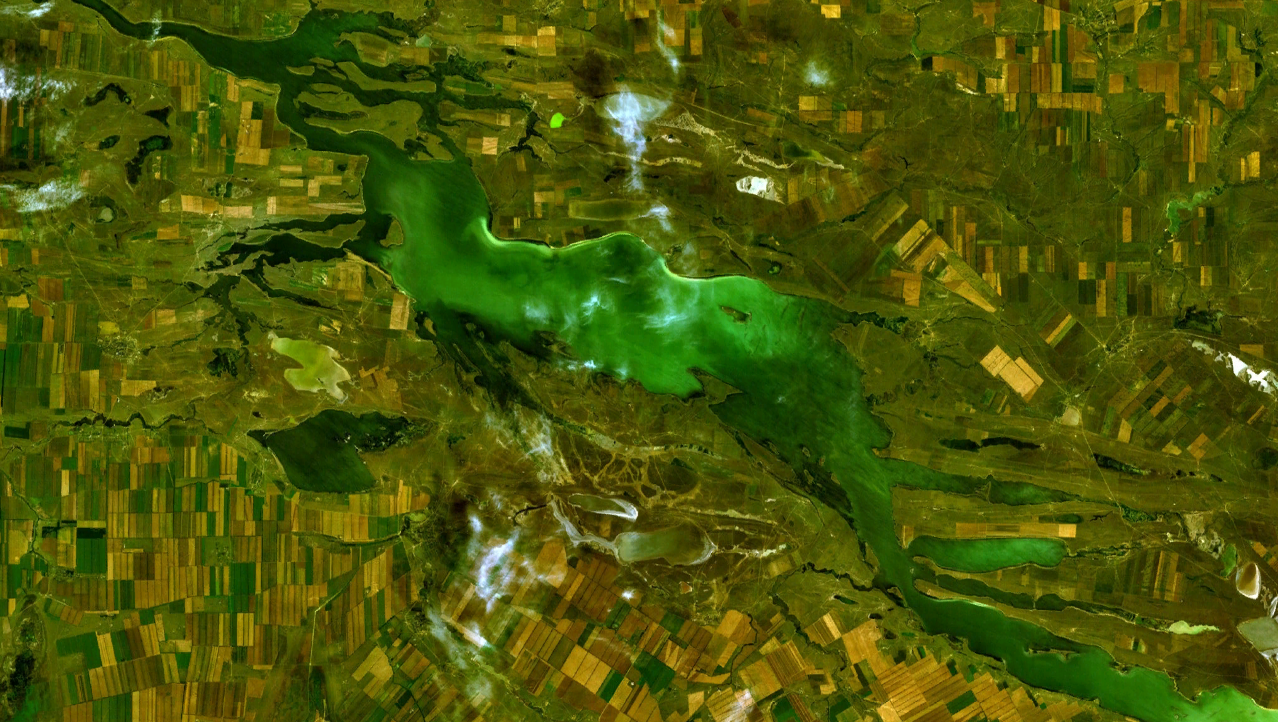
دریاچه مانچ-گودیلو در اواسط مسیر کانال پیشنهادی اوراسیا قرار دارد

کانال اوراسیا (روسی: Канал "Евразия") آبراهه ای پیشنهاد شده به طول ۷۰۰ کیلومتر که دریای خزر را به دریای سیاه متصل می‌کند. این مسیر شامل زنجیره ای از دریاچه‌ها و مخازن و کانال کم عمق کوما-مانیچ می‌شود. اگر این کانال تکمیل شود، چندین کشور محصور در خشکی در آسیا را نیز از طریق تنگه بسفر به دریاهای آزاد متصل می‌کند.
این کانال در نظر گرفته شده‌است تا مسیر کوتاه تری را برای کشتیرانی نسبت به کانال فعلی ولگا–دن فراهم کند و البته شامل سدهای سلولی کمتری خواهد بود.
بلندترین نقطه این مسیر از سطح دریای آزوف تنها ۲۷ متر و از سطح دریای خزر ۵۴ متر بالاتر است. در این مسیر ساخت سه تا چهار سد سلولی کم ارتفاع در شیب غربی و سه سدسلولی با ارتفاع متوسط یا سد کم ارتفاع در شیب شرقی را پیشنهاد می‌کند.